# 田倉政憲
田倉 政憲（たくら まさのり、1966年9月30日 - ）は、日本のラグビー選手。

## プロフィール
- 京都府出身。
- ポジションは右プロップ(PR)。
- 日本代表キャップは16。

## 来歴
東宇治高校を経て、京都産業大学へ進む。同大学卒業後の1989年、三菱自動車工業京都（後の三菱自動車京都レッドエボリューションズ）に加入。そして同年、「田倉はスクラムが強く、安定している」と、日本代表監督に就任したばかりの宿澤広朗の目にとまり、28－24で勝利した、同年5月28日のスコットランド戦に起用され、ひいてはこれが初のキャップ獲得試合となった。以後、『宿澤ジャパン』時代にはの不動の右プロップとして君臨し、通算16キャップを獲得。また1991年及び1995年のラグビーワールドカップにも出場した。